# Mastacembelus unicolor
Mastacembelus unicolor är en fiskart som beskrevs av Cuvier 1832. Mastacembelus unicolor ingår i släktet Mastacembelus och familjen Mastacembelidae. Inga underarter finns listade i Catalogue of Life.